# Joe De Ciman
Deng Joseph De Ciman (Regina (Saskatchewan), 30 de marzo de 1994) es un baloncestista canadiense con nacionalidad de Sierra Leona, que ocupa la posición de escolta en el Iraurgi SB de LEB Oro.

## Trayectoria deportiva
Joe es canadiense, de padre sudanés y madre de Sierra Leona. Se formó en Estados Unidos, en la Universidad de Colorado State, donde además de jugar a baloncesto en la NCAA (la liga universitaria) se licenció en Medicina Deportiva. Los tres últimos años universitarios recibió premios por su carrera de estudiante-atleta, un reconocimiento habitual en las facultades americanas.
En verano de 2016, llega a las filas del Club Baloncesto Peixefresco Marín para jugar en LEB ORO pero solo permanecería tres meses en el conjunto gallego.
En noviembre de 2016, el Iraurgi SB hace oficial el fichaje del canadiense para jugar en LEB Plata y con el que consigue el ascenso a liga LEB Oro con el equipo azpeitiano, al término de la temporada 2016-17.